# 葱包桧儿
葱包桧儿，或称葱包桧，是一种杭州特产小吃，以春饼裹以面皮及葱（切成条状），用铁板用力按压在平锅上，反复数次，达成一定的熟度后做出。传统上会在春饼上添加甜面酱或者辣酱来调味。由于该小吃由上下两个春饼各自裹着油条组成，葱包桧儿的量词为“副”，不称“一个”。

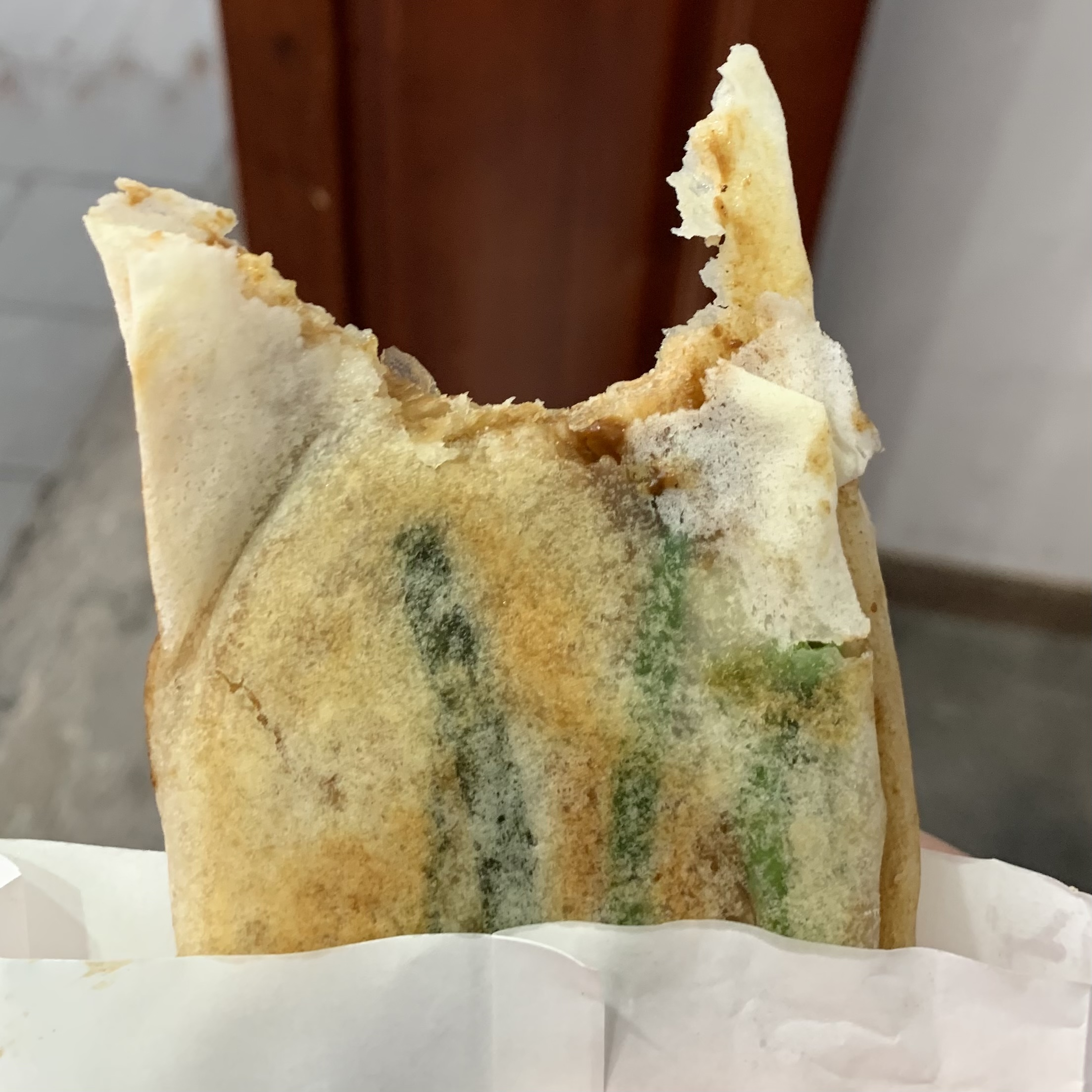
纸袋中的一副葱包桧。图片中的葱包桧仅被部分展示且已被咬过一口，正常形状为长方形。

## 典故
据传，其源头是南宋秦桧陷害岳飞致死，杭州人大为恼怒，于是将油条当做秦桧的身体，力压以泄愤恨，便取名叫“葱包桧儿”，流传至今。有时该小吃的名称会被讹为葱包烩，而桧儿（秦桧）与烹饪中的烩并无关联。

## 做法
1.将面粉加沸水和盐和成柔软的面团，分成小剂。
2. 将小剂上刷油，两个放在一起。
3. 擀成薄饼。
4. 入锅中烙成两面微黄的饼。
5. 将饼有壳的一面朝上，放入油条、葱花。
6. 抹上些许蛋液。
7. 将饼卷起卷紧，收口朝下放入锅中。用铲子使劲压。
8. 翻面再压，保持中小火，直至两面都上色上壳出锅。
9. 抹上自已喜欢的甜酱或辣酱即可食用。 